# 레베카 브로사드
레베카 브로사드(Rebecca Broussard, 1963년 1월 3일 ~ )는 미국의 배우, 영화배우이다.
루이빌에서 태어났다.

## 영화
- 칸느 맨 (2011년)
- 카메라 (2000년)
- 화성 침공 (1996년)
- 더 포인트 오브 비트레이얼 (1995년)
- 맨 트러블 (1992년)
- 불륜의 방랑아 (1990년)
- 다이 하드 (1988년)